# Włodzimierz Kwaskowski
Włodzimierz Kwaskowski (ur. 31 lipca 1914 w Warszawie, zm. 22 kwietnia 1990 w Łodzi) – polski aktor teatralny i filmowy, reżyser teatralny. 

## Życiorys
Absolwent Instytutu Reduty w Warszawie. Wieloletni aktor Teatru im. S. Jaracza w Łodzi. W filmie fabularnym debiutował w 1946 roku, miał w swoim dorobku około siedemdziesięciu ról filmowych. Był współwykonawcą popularnej piosenki pt. Roztańczone nogi z fimu Hallo Szpicbródka, czyli ostatni występ króla kasiarzy.

## Teatr
- Teatr Wojska Polskiego w Łodzi (1945–1946)
- Teatr Wybrzeże (1946–1947)
- Teatry Dramatyczne w Szczecinie (1949–1950)[1]
- Teatr im. Stefana Jaracza w Łodzi (1950–1962 i 1969–1990)
- Teatr Klasyczny w Warszawie (1962–1969)

## Wybrana filmografia
- Leśmian (1990), reż. L. Baron – lekarz
- Kramarz (1990), reż. A. Barański – mecenas Chruścika
- Tulipan (1986), reż. J. Dymek – szewc
- Pan na Żuławach (1984), reż. S. Szyszko – Królak
- Cień już niedaleko (1984), reż. K. Karabasz – Leon, przyjaciel Józefa
- Dom Świętego Kazimierza (1983), reż. I. Gogolewski – kapelan Spoczyński
- Jan Serce (1981), reż. R. Piwowarski – jubiler, znajomy Jana
- Jeśli masz serce bijące (1980), reż. W. Fiwek – Antoni Pszczółka, właściciel zajazdu „Złoty Ul”
- Placówka (1979), reż. Z. Skonieczny – Hamer
- „Ty pójdziesz górą...” (Eliza Orzeszkowa) (1978), reż. Z. Skonieczny – Petersburski
- Hallo Szpicbródka, czyli ostatni występ króla kasiarzy (1978), reż. J. Rzeszewski – krawiec Salomonowicz
- Milioner, reż. S. Szyszko – dyrektor oddziału PKO
- Lalka (1977), reż. R. Ber – Szlangbaum, ojciec Henryka
- Agnieszka (1972), reż. A. Olsen – zegarmistrz
- Podziemny front (1965) – Schultz, strażnik w fabryce (odc. 4)
- Wojna domowa (1965) – rodzic na zebraniu, pan Bakolak (odc. 3)
- Trzy starty (1955) – sprawozdawca na zawodach bokserskich

## Odznaczenia
Źródło: FilmPolski.pl
- Medal 30-lecia Polski Ludowej (1974)
- Zasłużony Działacz Kultury (1975)
- Złoty Krzyż Zasługi (1975)
- Krzyż Kawalerski Orderu Odrodzenia Polski (1979)
- Medal 40-lecia Polski Ludowej (1985)
- Krzyż Oficerski Orderu Odrodzenia Polski (1986)